# Ride This Train
| Оценки критиков                   | Оценки критиков                                                          |
| Источник                          | Оценка                                                                   |
| --------------------------------- | ------------------------------------------------------------------------ |
| AllMusic                          | [ 1 ]                                                                    |
| PopMatters                        | favorable                                                                |
| The Encyclopedia of Popular Music | 4 из 5 звёзд · 4 из 5 звёзд · 4 из 5 звёзд · 4 из 5 звёзд · 4 из 5 звёзд |

Ride This Train — студийный альбом американского кантри-певца Джонни Кэша, Первоначально он был выпущен 1 августа 1960 года лейблом Columbia Records и переиздан 19 марта 2002 года с четырьмя дополнительными бонус-треками. Он считается первым концептуальным альбомом Кэша и 6-м по счёту в карьере музыканта. Альбом заявлен как «травелог» (Путевой очерк). Перед каждой песней Кэш произносит речь, чтобы дать контекст, в некоторых случаях играя исторических персонажей, таких как ганфайтер Джон Уэсли Хардин, и описывая различные места в Соединённых Штатах, посещаемые на поезде. Сами песни, как правило, не имеют железнодорожной тематики.
Успех этой пластинки вдохновил его первый лейбл Sun Records на выпуск сборника All Aboard the Blue Train, который состоял из ранее выпущенных песен в стиле «поезд», включая его хит «Folsom Prison Blues».
Пластинка Ride This Train была включена в бокс-сет лейбла Bear Family Records Come Along and Ride This Train.

## Отзывы
Альбом получил положительные отзывы музыкальной критики и интернет-изданий. Стивен Томас Эрлевайн из AllMusic отметил, что «Ride This Train стал первым концептуальным альбомом в стиле американа, который записал Джонни Кэш. Как следует из названия, альбом посвящен железным дорогам, их развитию и тому, как они изменили землю. За исключением пары песен, Ride This Train не состоит из традиционных народных баллад — это песни, рассказывающие об истории поездов и железных дорог, предлагающие образовательный урок. Кэш сопровождает песни краткими речевыми фразами. Хотя намерения Кэша трудно осудить, песни не очень хороши (хотя „The Shifting Whispering Sands“ выделяется), а история немного упрощена и глуповата. В целом Ride This Train звучит так, словно он был создан на одном уровне с образовательными фильмами Уолта Диснея, выпущенными в то же время, и, как и те фильмы, он интересен скорее как исторический артефакт, чем как произведение искусства».

## Список композиций
| №  | Название                   | Автор(ы)     | Длительность |
| -- | -------------------------- | ------------ | ------------ |
| 1. | «Loading Coal»             | Merle Travis | 4:58         |
| 2. | «Slow Rider»               | Johnny Cash  | 4:12         |
| 3. | «Lumberjack»               | Leon Payne   | 3:02         |
| 4. | «Dorraine of Ponchartrain» | Cash         | 4:47         |

| №  | Название                     | Автор(ы)                                        | Длительность |
| -- | ---------------------------- | ----------------------------------------------- | ------------ |
| 5. | «Going to Memphis»           | Hollie Dew, Alan Lomax; аранжировка Джонни Кэша | 4:26         |
| 6. | «When Papa Played the Dobro» | Cash                                            | 2:55         |
| 7. | «Boss Jack»                  | Tex Ritter                                      | 3:50         |
| 8. | «Old Doc Brown»              | Red Foley                                       | 4:10         |

| №                   | Название                    | Автор(ы)                  | Длительность |
| ------------------- | --------------------------- | ------------------------- | ------------ |
| 9.                  | «The Fable of Willie Brown» | Cash                      | 1:57         |
| 10.                 | «Second Honeymoon»          | Autry Inman               | 1:57         |
| 11.                 | «Ballad of the Harp Weaver» | Thelma Moore, Edna Millay | 3:50         |
| 12.                 | «Smiling Bill McCall»       | Cash                      | 2:06         |
| Общая длительность: | Общая длительность:         | Общая длительность:       | 42:10        |